# Rejs wokółziemski
Rejs wokółziemski – podróż statku (wodnego lub powietrznego) dookoła Ziemi.

## Żegluga

### Żeglarstwo turystyczne

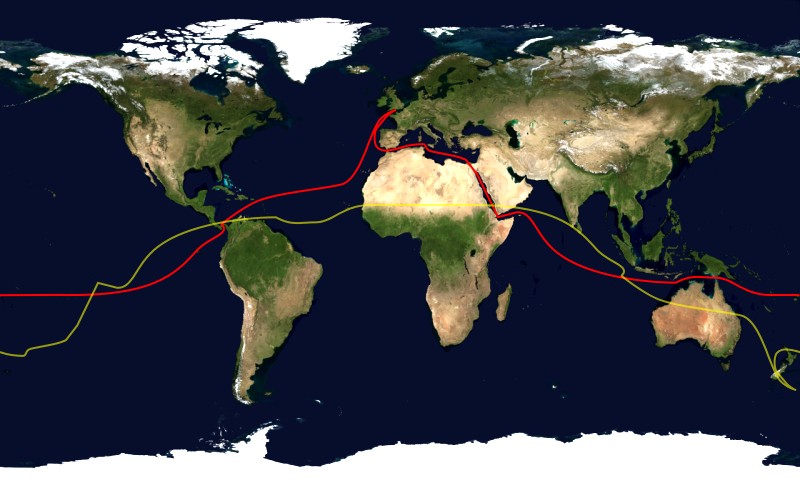
Typowa współczesna trasa wokółziemska jachtów przez Kanał Sueski i Kanał Panamski – linia czerwona. Start i zakończenie w południowej Anglii. Linia żółta przedstawia antypody tej trasy

Mapa górna (linia czerwona) pokazuje typową, niewyczynową, współczesną trasę dla żeglugi dookoła świata. Trasa ta jest zbliżona do koła wielkiego i dotyczy wielu wokółziemskich rejsów żeglarskich. Żegluga w kierunku zachodnim jest stosunkowo łatwa, ponieważ wykorzystuje przeważające kierunki wiatrów, choć przebiega przez szereg stref ciszy czy słabych wiatrów. 

### Żeglarstwo wyczynowe

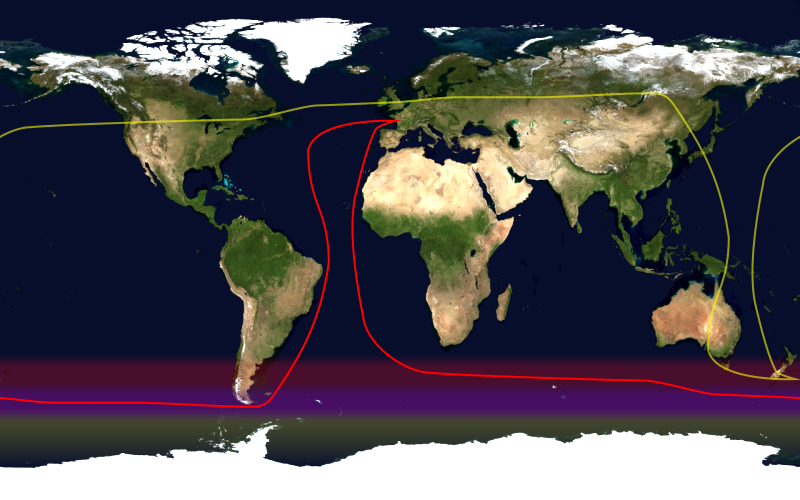
Trasa żeglarskich regat wokółziemskich Vendée Globe – linia czerwona. Linia żółta to połączone antypody punktów tej trasy

W regatach żeglarskich trasa zbliżona do koła wielkiego byłaby niepraktyczna, szczególnie w wyścigu non-stop, gdzie korzystanie z kanałów Panamskiego i Sueskiego jest zabronione. 

#### Wymogi dla rekordów żeglarskich
Aby uzyskać oficjalny rekord przebiegu w żegludze wokółziemskiej, trasa musi spełniać następujące warunki:
- musi mieć długość co najmniej 21 600 Mm,
- musi przecinać równik,
- musi przecinać wszystkie południki,
- nie może przecinać lądu,
- nie może schodzić na południe od równoleżnika 63°S,
- musi się kończyć i zaczynać w tym samym punkcie[1].

Przykładowa trasa spełniająca powyższe wymogi pokazana jest na mapie dolnej. Żegluga może odbywać się w kierunku wschodnim (zgodnie z kierunkiem przeważających wiatrów i fal) lub zachodnim (pod wiatr i fale) - tak zwaną "złą drogą".

### Obecny rekord
Obecny rekord należy do Francisa Joyona, który (wraz z załogą) na trimaranie IDEC SPORT pokonał wokółziemską trasę w 40 dni, 23 godziny, 30 minut i 30 sekund. Rejs zakończył się 26 stycznia 2017.